# Jyske Bank Boxen
Lo Jyske Bank Boxen è un'arena coperta di Herning, in Danimarca ed è parte del Messecenter Herning.
Ospita concerti e tornei di pallacanestro, hockey su ghiaccio, pallavolo e pallamano.
Ha ospitato più volte il Dansk Melodi Grand Prix, il Campionato europeo femminile di pallamano 2010, i Campionati europei di nuoto in vasca corta 2013 e il Campionato europeo maschile di pallamano 2014

## Storia
Il nome proviene dal proprietario dei diritti di sponsorizzazione dell'impianto, la banca danese Jyske Bank.
L'inaugurazione è avvenuta il 20 ottobre 2010 con un concerto della popstar americana Lady Gaga, con i Semi Precious Weapons, durante il The Monster Ball Tour.
Nel 2013 ha ospitato per la prima volta il Dansk Melodi Grand Prix, festival canoro danese che seleziona annualmente il rappresentante della Danimarca all'Eurovision Song Contest.
Nel 2014 è stata presa in considerazione per ospitare l'Eurovision Song Contest 2014, tuttavia è stata scelta la B&W Hallerne di Copenaghen.
Nel 2017 ha ospitato per la seconda volta il Dansk Melodi Grand Prix.

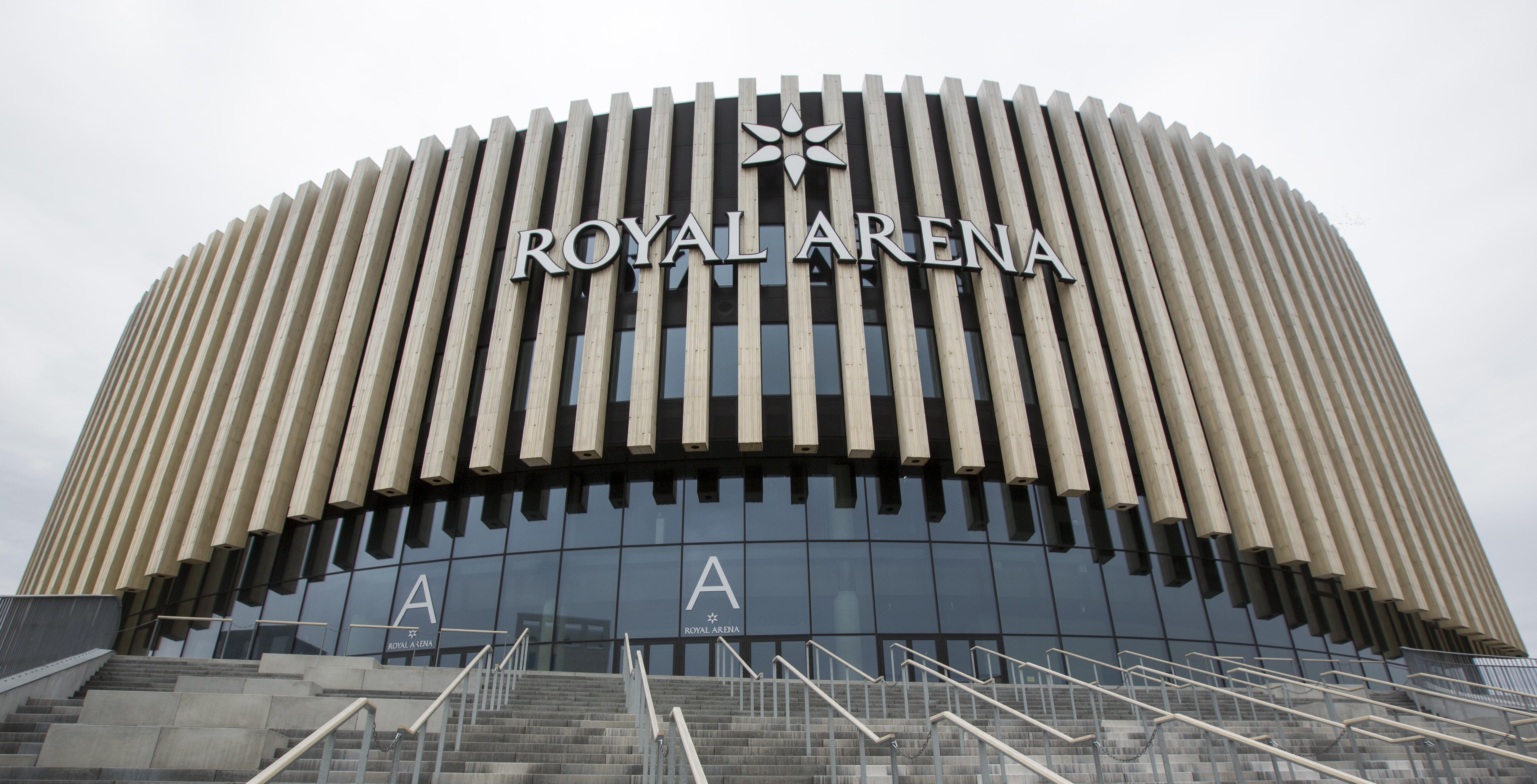
La Royal Arena

Nel 2018 l'arena ha ospitato, con la Royal Arena di Copenaghen, il campionato mondiale di hockey su ghiaccio 2018.
Nel 2022 ospiterà per la terza volta il Dansk Melodi Grand Prix.
Nel 2025 ospiterà per la quarta volta Il Dansk Melodi grand Prix